# San Diego Open 1993
Il San Diego Open 1993 è stato un torneo di tennis giocato sul cemento. È stata la 15ª edizione del torneo di San Diego, che fa parte della categoria Tier II nell'ambito del WTA Tour 1993. Si è giocato a San Diego negli USA dall'1 all'8 agosto 1993.

## Campionesse

### Singolare
Steffi Graf ha battuto in finale  Arantxa Sánchez Vicario con il punteggio di 6–4, 4–6, 6–1

### Doppio
Gigi Fernández /  Helena Suková hanno battuto in finale  Pam Shriver /  Elizabeth Smylie con il punteggio di 6–4, 6–3